# Nachal Barkaj
Nachal Barkaj (hebrejsky: נחל ברקאי) je vádí na pomezí pahorkatiny Šefela a pobřežní nížiny v Izraeli.
Začíná v nadmořské výšce okolo 150 metrů východně od obce Kfar Menachem, na okraji lesního komplexu Ja'ar Charuvit. Směřuje pak k západu mírně zvlněnou a zemědělsky využívanou krajinou, přičemž ze severu míjí vesnici Kfar Menachem a od východu přijímá vádí Nachal Charuvit. Podchází těleso dálnice číslo 6 a železniční trať Tel Aviv-Beerševa. Od jihu přijímá boční vádí Nachal ha-Rif. Vede pak severozápadním směrem kolem vesnic Kfar ha-Rif, Bnej Re'em a Talmej Jechi'el. Z jihu obchází areál průmyslové zóny Re'em. Vede mezi vesnicí Chacor a leteckou základnou Chacor. Jižně od obce Gan Javne ústí zprava do toku Nachal ha-Ela.